# Simone Weber
Pour les articles homonymes, voir Weber.
Simone Weber, née le 28 octobre 1930 à Ancerville (Meuse) et morte le 11 avril 2024 à Cannes, est une femme française arrêtée le 8 novembre 1985 puis condamnée le 28 février 1991 à une peine de vingt ans de réclusion pour le meurtre de son ancien amant Bernard Hettier, disparu près de six ans auparavant. Libérée le 17 novembre 1999 après quartorze ans de détention, elle a toujours nié être l'auteur de ce meurtre malgré un faisceau d'indices convergents.
L'affaire Simone Weber a fait l'objet d'une grande couverture médiatique en France : elle a suscité de très nombreux articles dans les journaux, plusieurs livres et des émissions de télévision.

## Biographie

### Famille
Simone Raymonde Marie Weber naît le 28 octobre 1930, d'un père mécanicien et d'une mère ouvrière. Ses parents se séparent alors qu'elle a quatre ans. Deux enfants sont gardés par la mère malade. Elle et sa sœur Madeleine (1933-2016) restent avec leur père.

### Mariages
Sans diplôme, les deux sœurs quittent le domicile familial pour épouser les frères Thuot. Simone a cinq enfants, trois filles et deux garçons. Elle met à la porte son époux alcoolique et fait des petits travaux pour nourrir ses enfants. Deux de ses enfants meurent assez jeunes, ce qui la fait sombrer dans la mythomanie et la paranoïa.
En 1977, elle rencontre Marcel Fixard, qui l'engage comme dame de compagnie, à la suite d'une petite annonce parue au printemps dans la presse, indiquant qu'il recherche une femme de service. Criblée de dettes, Simone Weber répond à l'annonce alors qu'elle ne correspond pas au profil recherché (elle se fait passer pour une divorcée sans enfant, professeur de philosophie à la retraite), et obtient le poste.
Elle « épouse » Marcel Fixard en organisant un faux mariage.

### L'affaire

#### Disparition de Bernard Hettier
Le 7 juillet 1985, Patricia Hettier fait publier dans L'Est républicain, à la une de son édition, un avis de recherche dans l'intérêt des familles au sujet de son père Bernard Hettier. Ce contremaître dans une usine chimique, âgé de 54 ans et divorcé d’un second mariage, a disparu alors depuis deux semaines. La police est rapidement sur la piste d'une ex-maîtresse, Simone Weber, des voisins témoignant avoir vu le 22 juin (c'est-à-dire le dernier jour où il a été vu en vie) Weber en train de guetter au volant de sa voiture Hettier à son domicile à Maxéville, et le menacer de mort, un fusil à la main. Leur liaison avait débuté en octobre 1981, au moment où Hettier était venu tondre le gazon dans le jardin de cette veuve. Il avait rompu au bout d'un an, lassé de son amante jalouse et possessive, et se disait persécuté par elle depuis.
Plusieurs autres indices orientent l'enquête vers Simone Weber : un arrêt maladie prétendument envoyé par Bernard Hettier à son employeur, quelques jours après la publication de L'Est républicain, se révèle avoir été prescrit en réalité à Pascal Lamoureux, marié à Brigitte, la fille de Simone Weber. Les enquêteurs retrouvent chez elle une quarantaine de timbres en caoutchouc permettant d'établir de faux documents médicaux.
Des témoins, les Haag, déclarent l'avoir vue le 23 juin 1985 descendre de chez elle dix-sept sacs poubelle, après qu'elle a fait dans la nuit un vacarme considérable, « comme si elle passait l'aspirateur sur place. » Or, la veille de la disparition de Bernard Hettier, Simone Weber avait loué une meuleuse à béton à six mille tours par minute (destinée selon elle à couper les murets des jardinets de fleurs), qu'on lui aurait volée. La meuleuse est retrouvée dans le coffre de sa voiture, avec des traces de sang et un morceau de chair encore accroché à un disque.
Le véhicule de Bernard Hettier a également disparu. Des conversations téléphoniques entre Simone Weber et sa sœur Madeleine, qui demeure sur la côte d'Azur, permettent aux enquêteurs de comprendre que les deux femmes emploient un code pour en parler, l'appelant « Bernadette ». Les policiers commencent à avoir des doutes quand, dans les conversations, elles échangent de prétendus résultats du loto avec des numéros supérieurs à quarante-neuf. Rapidement les enquêteurs comprennent qu'il s'agit de numéros de cabines téléphoniques destinées à passer des communications dont elles souhaitent qu'elles ne soient pas écoutées, avec l'heure de l'appel. Le juge d'instruction Gilbert Thiel, qui ordonne une soixantaine d'expertises au cours de l'enquête, est désigné par les sœurs comme « le shérif ».
Pendant cette instruction, Simone demande à sa sœur de faire disparaître des pièces à conviction (chéquiers au nom d'Hettier, blocs d'ordonnance volés chez les médecins, passeport, autres documents) et cette dernière s'exécute. Au cours d'une perquisition menée chez Madeleine Weber à Cannes, les policiers saisissent la carte grise et les papiers d'assurance de la Renault 9 de Bernard Hettier. Ils découvrent également le contrat de location d'un box en face du domicile de Madeleine. Ce garage abrite la Renault 9 blanche d'Hettier. Le 15 septembre 1985, à Poincy, dans un bras mort de la Marne, un pêcheur retrouve un tronc humain (sans membres ni tête), enveloppé dans un plastique à l'intérieur d'une valise lestée d'un parpaing. Le corps ne peut être formellement identifié mais des indices (âge, groupe sanguin, valise identifiée par Patricia Hettier comme appartenant à son père, parpaing contenant de la terre identique à celle du jardin de la maison de Rosières-aux-Salines et des gouttes de peinture bleu ciel de composition identique à celle utilisée chez elle par Simone Weber) suggèrent qu'il s'agit de Bernard Hettier. Le 8 novembre 1985, Thiel fait arrêter les deux sœurs. Il inculpe Madeleine Weber pour recel de preuves, obstruction à l'action de la justice, et destruction d'éléments de preuve dans le cadre d'une affaire criminelle.
L'instruction de l'affaire est très longue, le juge Thiel cherchant à explorer au maximum toutes les pistes avant de conclure qu'une seule d'entre elles est crédible : Simone Weber est l'auteur d'un homicide, même si les preuves matérielles, apparemment accablantes, sont juridiquement minces. Avec la découverte dans l'appartement de Simone d'une carabine .22 Long Rifle équipée d'un silencieux, d'une cartouche percutée et d'une douille sous l'armoire, l'hypothèse privilégiée par Thiel est que Simone Weber a tué Hettier d’une balle dans la tête alors qu’il se baissait, puis l'a découpé à la meuleuse, refusant de restituer cet outil loué de peur qu'y soient trouvées des traces de chair et de sang.

#### Mort mystérieuse de Marcel Fixard
L'enquête sur la disparition de Bernard Hettier permet de s'intéresser au passé de Simone Weber. Elle est la veuve de Marcel Fixard, 81 ans, un militaire à la retraite, veuf et sans enfant, qui l'a engagée comme dame de compagnie. Afin de récupérer l'héritage de Fixard, elle a demandé à un figurant de se faire passer pour lui et l'a épousé dans la plus stricte intimité à la mairie de Strasbourg le 22 avril 1980.
Bien que le retraité soit décrit comme en pleine santé pour son âge, il meurt brusquement trois semaines après ce faux mariage. L'enquête prouve qu'il n'est pas l'homme qui s'est présenté le jour du mariage, et qu'il ignorait donc qu'il était marié. 
À l'ouverture du testament, Weber apprend qu'elle n'est pas l'héritière. Elle fabrique un faux testament, postérieur, qu'elle présente au notaire, pouvant ainsi bénéficier de l'héritage. Elle s'installe dans sa maison de Rosières-aux-Salines, un pavillon dont elle a hérité par subterfuge, à quinze kilomètres de Nancy.
Le juge Thiel reste persuadé, sans le prouver, que Simone Weber a empoisonné Marcel Fixard, pour récupérer son héritage, avec de la digitaline qu'elle s'est procurée au moyen d'une fausse ordonnance.

### Procès et condamnation
Après une instruction de cinq années, aboutissant à la constitution d'un dossier de 18 000 pages, le procès de Simone Weber devant la cour d'assises de Meurthe-et-Moselle a lieu du 17 janvier au 28 février 1991. Il est l'occasion de multiples coups d'éclat de l'accusée. Elle récuse des jurés, après avoir renvoyé vingt-cinq de ses avocats, notamment Gilbert Collard  et Jacques Vergès, qu'elle a trouvé trop vulgaire pour avoir dit au juge Thiel : « Vous avez créé une effrayante chimère avec les couilles de Landru et les ovaires de Marie Besnard ». Elle insulte copieusement certains témoins. En entendant l'avocat général requérir contre elle une peine de vingt ans de réclusion criminelle, assortie d'une période de sûreté de dix-huit ans, elle éclate de rire. 
Le 28 février 1991, la cour la déclare innocente du meurtre de son faux mari Marcel Fixard. Elle la reconnaît coupable d'avoir découpé le corps de son ancien amant à la meuleuse à béton, sans reconnaître de préméditation, et la condamne à une peine de vingt années de réclusion criminelle.
Le 8 janvier 1992, le pourvoi en cassation formé par Simone Weber et par sa sœur Madeleine – condamnée à deux ans de réclusion pour recel de vol et destruction de preuves – est rejeté par la chambre criminelle de la Cour de cassation,.
Purgeant sa peine à la prison centrale des femmes de Rennes, Simone Weber continue de soutenir qu'elle n'a pas découpé son ex-amant à la meuleuse.

### Libération et dernières années
Une fois libérée le 17 novembre 1999, après quatorze années de prison, grâce aux remises de peine et à une bonne conduite, elle clame à nouveau son innocence à la télévision.
Elle vit ensuite auprès de sa sœur Madeleine à Cannes, avant d'habiter une maison de retraite.
En mai 2017, elle demande à son nouvel avocat, Valéry Le Douguet, de lancer une demande de procédure en révision de sa condamnation criminelle de février 1991.
Sa dernière prise de parole remonte au 22 août 2021 à la radio RTL. Elle a 91 ans. 
Elle meurt le 11 avril 2024 à l'âge de 93 ans, à Cannes.

#### Fiction
- Denis Robert relate l'affaire Simone Weber dans le roman Chair Mathilde, 1991, éditions Bernard Barrault.

### Filmographie

#### Documentaires télévisés
- « Simone Weber, la diabolique de Nancy » le 11 juillet 2002 dans Faites entrer l'accusé présenté par Christophe Hondelatte sur France 2.
- « L'Affaire Simone Weber » le 6 novembre 2005 dans Secrets d'actualité sur M6.
- « L'Énigmatique Simone Weber » le 7 janvier 2009 dans Enquêtes criminelles : le magazine des faits divers sur W9.
- « L'Affaire Simone Weber » le 20 juin 2010 dans Affaires criminelles sur NT1.
- « Affaire Weber » (premier reportage) le 23 janvier 2016 dans Chroniques criminelles sur NT1.
- « Affaire Simone Weber, la diabolique de Nancy » le 30 octobre 2021 dans Au bout de l'enquête, la fin du crime parfait ? sur France 2.

#### Adaptations
- 1993 : Le film Le Tronc s'inspire de l'affaire Weber.
- 2015 : La Bonne Dame de Nancy, téléfilm de Denis Malleval, avec Véronique Genest dans le rôle de Simone Weber, diffusé en février 2016 sur la RTBF et le 3 mai 2016 sur France 3 Isabelle Dhombres, « Véronique Genest va jouer Simone Weber, "la diabolique de Nancy", pour France 3 », sur telestar.fr, 26 août 2015 (consulté le 23 octobre 2015).
Éric Nicolas, « Véronique Genest dans la peau de Simone Weber », sur estrepublicain.fr, 2 septembre 2015 (consulté le 23 octobre 2015).

### Radio
- Christophe Hondelatte, Simone Weber, la tueuse à la meuleuse, Europe 1, 19 décembre 2016.
- Fabrice Drouelle, Affaires sensibles, « Simone Weber, "la diabolique de Nancy" », France Inter, 13 février 2017.